# Luca Guadagnino
Luca Guadagnino (Palermo, 1971) is een Italiaans filmregisseur, scenarioschrijver en filmproducent.

## Biografie
Luca Guadagnino werd in 1971 geboren in Palermo, Sicilië en bracht zijn jeugd door in Ethiopië waar zijn Siciliaanse vader les gaf in geschiedenis en Italiaans. Zijn moeder is Algerijns. Hij studeerde literatuur aan de universiteit van Palermo en volgde daarna studies literatuur aan de Universiteit Sapienza Rome waar hij afstudeerde met een thesis van de geschiedenis en kritiek van de cinema over de Amerikaanse regisseur Jonathan Demme.
Guadagnino maakte zijn regiedebuut in 1999 met de langspeelfilm The Protagonists, die in première ging op het filmfestival van Venetië. Hij maakte enkele documentaires in 2003 en 2004 die vertoond werden op filmfestivals en brak door in 2005 met zijn tweede langspeelfilm Melissa P. In 2009 schreef, regisseerde en produceerde hij de culthit Io sono l'amore die op verschillende festivals vertoond werd en positieve kritieken kreeg van de filmcritici en de toeschouwers. De film won een aantal prijzen en werd genomineerd voor de Oscar voor beste kostuums en de Golden Globe en BAFTA Award voor beste buitenlandse film.
Guadagnino werkte verscheidene malen samen met de actrice Tilda Swinton, in de films The Protagonists (1999), Io sone l'amore (2010), A Bigger Splash (2015) en Suspiria (2017).
Buiten het filmmaken was Guadagnino verschillende malen jurylid in internationale filmfestivals. Hij is sinds 2005 actief voor het Italiaans modehuis Fendi en richtte in 2012 het productiehuis Frenesy op. In december 2011 maakte hij zijn debuut als operaregisseur met Falstaff van Giuseppe Verdi in het Teatro Filarmonico in Verona, Italië.

## Filmografie (selectie)
- 2024: Queer
- 2024: Challengers
- 2022: Bones and All
- 2018: Suspiria
- 2017: Call Me by Your Name
- 2015: A Bigger Splash
- 2009: Io sono l'amore
- 2005: Melissa P.
- 2004: Cuoco contadino (documentaire)
- 2003: Mundo civilizado (documentaire)
- 2002: Tilda Swinton: The Love Factory (documentaire)
- 2001: Sconvolto così (videoclip)
- 2000: L'uomo risacca (korte film)
- 1999: The Protagonists
- 1997: Qui (korte film)